# Historiographie chinoise
 (octobre 2016).
L’historiographie chinoise est l’étude des méthodes et des hypothèses formulées dans l’étude de l’histoire de la Chine.

## Les historiens chinois
L’enregistrement de l’histoire chinoise remonte à la dynastie Shang, bien que les plus anciennes histoires survivantes – celles compilées dans le Classique des documents – ne semblent remonter au plus tôt qu’à l’ascension des Zhou. La chronique officielle de l’État de Lu couvrant la période de 722 à 481 av. J.-C., les Annales des Printemps et Automnes, compte parmi les premiers textes historiques chinois survivants à être organisées en annales. Les compilations des deux textes est traditionnellement attribuée à Confucius. Le premier ouvrage chinois d’histoire narrative, le Zuo Zhuan, traditionnellement attribué à Zuo Qiuming au Ve siècle avant l’ère moderne, couvre la période allant de 722 à 468 avant l’ère moderne. L’anonyme Zhanguoce est une célèbre compilation historique ancienne chinoise de matériaux sporadiques sur les royaumes combattants entre les IIIe et Ier siècles avant l’ère moderne.
Le premier texte historique chinois systématique, les Mémoires du Grand Historien, rédigés par Sima Qian et son père, couvrent de manière naturaliste et complète la période allant de la date de l’Empereur jaune à la propre vie de l’auteur. Grâce à cette œuvre hautement louée et très copiés, Sima Qian est souvent considéré comme le père de l’historiographie chinoise. Les compilations officielles de l’histoire de ces dynasties qu’il a suscitées et considérées comme légitimes par les historiens impériaux chinois, les Vingt-Quatre Histoires, ont toutes copié son format. En règle générale, lors du lancement d’une nouvelle dynastie, les nouveaux gouvernants emploieront des chercheurs pour compiler une histoire finale à partir des annales et des documents de la précédente dynastie.
Le premier ouvrage sur l’historiographie chinoise, le Shitong, compilé par Liu Zhiji entre 708 et 710, décrit le schéma général de la structure, de la méthode, de l’arrangement, de la séquence, de la légende et du commentaire des histoires officielles dynastiques jusqu’à l’époque des royaumes combattants.
Le Miroir général pour aider le gouvernement est un ouvrage de référence faisant figure de pionnier dans l’historiographie chinoise. L’empereur Song Yingzong ordonna à Sima Guang et à d’autres chercheurs de commencer à compiler cette histoire universelle de la Chine en 1065. En 1084, ceux-ci présentèrent à son successeur Song Shenzong, au pouvoir depuis 1067, cette histoire contenant environ 3 millions de caractères sur 294 volumes, qui raconte par ordre chronologique l’histoire de la Chine de 403 avant l’ère moderne à 959, qui marque le début de la dynastie Song, en rompant avec une tradition quasi millénaire datant de Sima Qian qui employait les annales pour les règnes impériaux, mais des biographies ou des traités pour les autres sujets. Le style plus cohérent du Miroir général n’a pas été suivi par les histoires officielles ultérieures.